# Schlacht von Brandywine
Die Schlacht von Brandywine war eine Schlacht im Amerikanischen Unabhängigkeitskrieg, die am 11. September 1777 bei Chadds Ford am Brandywine Creek, Delaware County, Pennsylvania ausgefochten wurde. Die Schlacht endete mit einem größeren Sieg der britischen Streitkräfte und ermöglichte es ihnen, Philadelphia einzunehmen.
Nach einem 34-tägigen Seetransport von Sandy Hook an der Küste von New Jersey landeten 17.000 britische Soldaten unter dem Kommando von General William Howe an der Mündung von Marylands Elk River, am nördlichen Ufer der Chesapeake Bay. Das Ausladen der Truppen erwies sich angesichts des seichten und sumpfigen Flussufers als sehr schwierig.
General George Washington hatte die amerikanischen Truppen zwischen der Mündung des Elk und dem etwa 70 km entfernten Philadelphia in Stellung gebracht. Sie konnten die britische Landung vom etwa 14 km nordwestlich gelegenen Iron Hill aus beobachten. Washington ließ wegen der verzögerten Ausschiffung der Briten kein eigentliches Lager errichten, sondern stieß mit seinen Truppen schnell vor und unterließ die genaue Ausforschung der gegnerischen Truppenstärke. Er entschied sich für die Hochlage an der Furt bei Chadds Fort als Verteidigungsstellung, da man von hier sicher über den Brandywine an der Straße von Baltimore nach Philadelphia gelangen konnte.
Am 9. September stellte Washington Wacheinheiten an anderen Furten oberhalb und unterhalb Chadds Ford auf, da er hoffte, die Schlacht an dieser Stelle erzwingen zu können und die Gegend für sicher hielt. Die Briten zogen ihre Truppen bei Kennett Square zusammen, wobei sich ein Teil der Streitkräfte nach Chadds Ford aufmachte, um Washington zu treffen. Die anderen Truppen gingen nach Norden zu einer Furt, die Washington übersehen hatte, und marschierten anschließend nach Süden in die Flanke der amerikanischen Truppen.
Am Morgen des 11. September legte sich dichter Nebel über die Landschaft, der den Briten Deckung gab. Washington erhielt widersprüchliche Meldungen über die gegnerischen Truppenbewegungen, ging aber weiterhin davon aus, dass sich das Gros der Briten zum Angriff auf Chadds Ford aufmachte. Als dann die Briten an der rechten Flanke seiner Truppen auftauchten, war es für eine Reaktion zu spät, und er musste den Rückzug nach Chester befehlen.
In den anschließenden Tagen lavierten die britischen und amerikanischen Truppen, und es gab nur kleinere Treffen, wie beim Paoli-Massaker in der Nacht des 20. auf den 21. September.
Der Kontinentalkongress verließ Philadelphia, zunächst nach Lancaster und dann nach York. Die militärischen Versorgungsgüter wurden von Philadelphia nach Reading gebracht. Am 26. September 1777 marschierten die Briten ungehindert in Philadelphia ein.